# 蒙措蛤属
蒙措蛤属（学名：Montrouzieria）是唱片蛤科下的一个属。

## 下属物种
本属包括以下物种：
- Montrouzieria clathrata Souverbie, 1863
- 方蒙措蛤 Montrouzieria quadrata F.-S.Xu & J.-L.Zhang, 2018